# La Récolte des bananes
La Récolte des bananes est un tableau réalisé par le peintre français Henri Rousseau en 1907-1910. Assimilable aux Jungles pour lesquelles l'artiste est particulièrement reconnu, cette huile sur toile naïve représente deux hommes noirs portant des bananes devant une case en paille et une végétation luxuriante. Elle a pour modèle une photographie prise par Georges Spitz d'une bananeraie à Tahiti. La peinture est aujourd'hui conservée à la Yale University Art Gallery, à New Haven, aux États-Unis.